# Madonna dagli occhi di vetro

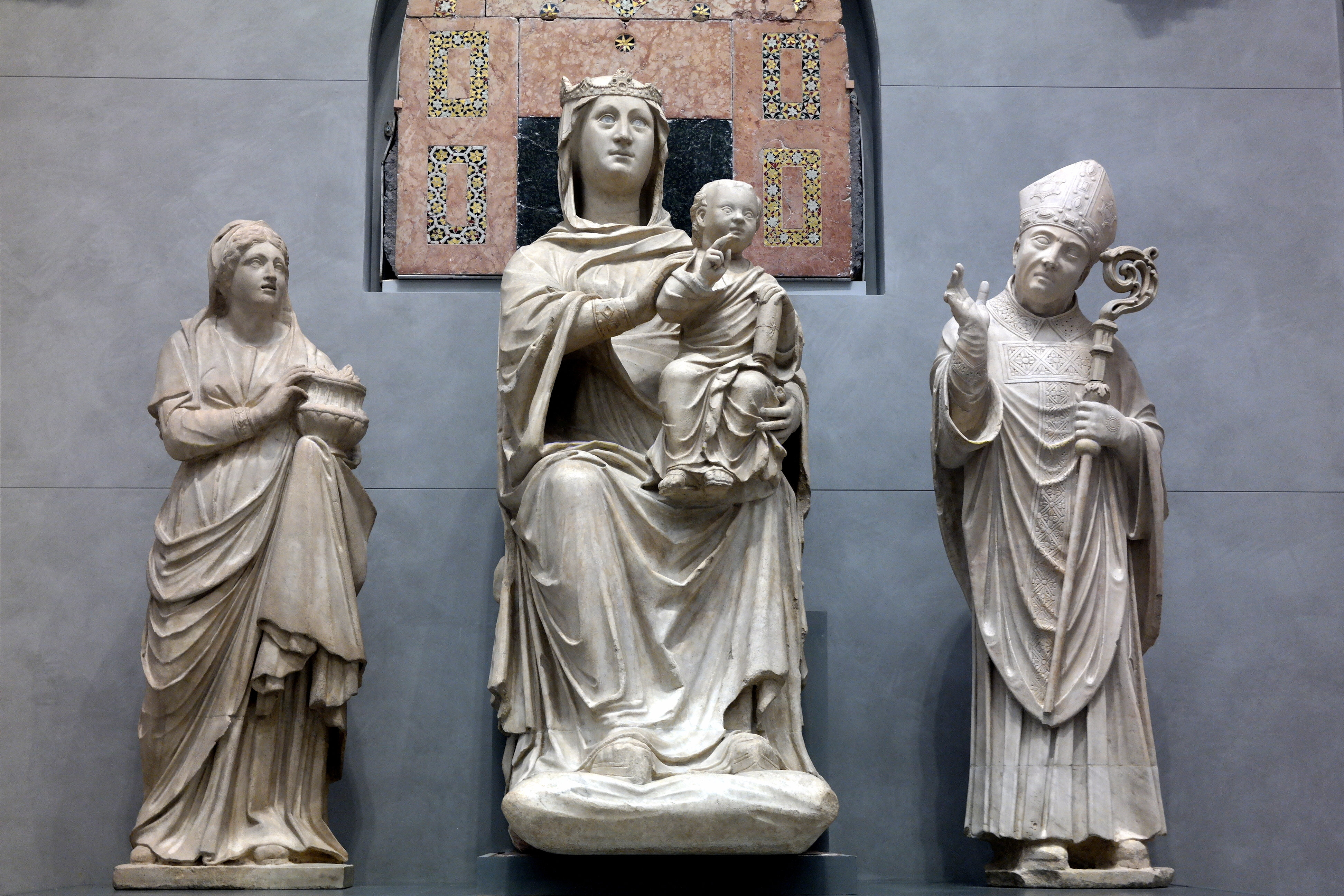
Ipotetica ricostruzione della lunetta

La Madonna dagli occhi di vetro è un gruppo scultoreo in marmo (173x72 cm) di Arnolfo di Cambio e aiuti, databile all'inizio del XIV secolo, proveniente dall'antica facciata di Santa Maria del Fiore e oggi conservato nel Museo dell'Opera del Duomo a Firenze.

## Storia e descrizione
La lunetta del portale centrale di Santa Maria del Fiore ospitava la rappresentazione della Vergine in trono col Bambino benedicente, affiancata dai due santi protettori della diocesi di Firenze: la vergine santa Reparata (142,5x47 cm) a sinistra, protettrice del giorno in cui fu vinto Totila che minacciava la città, e san Zanobi (156x54 cm), vescovo miracoloso e riformatore del clero fiorentino. La lunetta si trovava sotto un protiro, come testimonia il disegno dell'antica facciata di Bernardino Poccetti e lungo la cortina era simulato un drappeggio scostato da quattro angioletti in volo ad altorilievo, dei quali se ne conoscono oggi solo tre, sempre nel museo dell'Opera; essi sono riferiti alla bottega di Arnolfo e sono alti circa 53 cm ciascuno.
La Vergine ha una posa ieratica, riferibile alla tradizione bizantina, aggiornata però da uno spiccato senso del volume, che le conferisce una presenza corporea realistica, del tutto analoga a quella delle Madonne di Giotto. All'insegna del più spiccato realismo negli occhi di Maria vennero inserite delle paste vitree (da cui il nome), che scintillavano verso i fedeli.
Con la demolizione della facciata (1587-1588), la statua venne trasferita dentro la cattedrale, dove accese la devozione popolare, facendo parlare di miracoli. La diffidenza della Chiesa nel periodo della Controriforma fece decidere che, per evitare l'alimentarsi di possibili superstizioni, la Madonna fosse ricoverata in un deposito, dopo che si scartò l'ipotesi di collocarla in un tabernacolo in piazza del Grano.
A sinistra si trova la Santa Reparata, riconoscibile per la lampada ad olio con la fiammella, simbolo di verginità legato alla parabola delle dieci vergini, che per vie ignote fu ritrovata in una nicchia dell'anfiteatro di Boboli (1917, da Toesca) dove era stata scambiata per opera romana: evidenti sono infatti gli influssi classici nel ricco piegarsi incresparsi del panneggio; la testa è stata rilavorata tra Cinque e Seicento. Più modesta è la fattura del San Zanobi, col pastorale, la mitria e l'abito vescovile, riferibile alla bottega di Arnolfo.